# Omelia pasquale (Melitone)
L'Omelia Pasquale (Περὶ πάσχα, Perì Páscha, "Sulla Pasqua") di Melitone di Sardi è un antico testo omiletico cristiano, il cui testo greco completo è stato rinvenuto nel 1940.

## La Pasqua quartodecimana
È stato scritto nel 170 circa in Asia Minore, all'epoca di Marco Aurelio. La Pasqua cristiana allora si celebrava, almeno nell'Asia Romana, il 14 Nisan del calendario ebraico e non la domenica successiva. Le comunità celebravano un'unica veglia, senza riunirsi il giovedì santo ed il venerdì santo. 
Questo particolare testo è forse l'unico ad attestare la liturgia dei cosiddetti quartodecimani, di coloro cioè che si riunivano il 14 Nisan per celebrare unitamente la Pasqua (morte) e la Resurrezione. La loro fede si incentrava sulla Passione e sul "mistero della croce", anziché sulla "gloria della Resurrezione" - fulcro della celebrazione attuale domenicale.
Girolamo intervenne poi sulla questione, affermando l'accezione di Pasqua come "passaggio" e opponendosi alla equivalenza tra Pasqua e "passione" sostenuta da Melitone (ma anche da altri autori antichi), sulla base di una falsa etimologia.

## Deicidio
Nell'Omelia compare per la prima volta il concetto del deicidio riferito al popolo ebraico, affermando cioè l'idea secondo la quale gli ebrei, condannando Gesù a morte, commisero un atto di assassinio contro Dio stesso, in virtù della sua identità di natura col Padre.
Quest'opera potrebbe essere all'origine dell'invocazione contenuta fino al Concilio Vaticano II nella liturgia del Venerdì Santo (Oremus et pro perfidis Judaeis), in seguito modificata.